# Lady Marmalade
Singles de LaBelle
Going on a Holiday
(1973) What Can I Do for You
(1974)
Lady Marmalade est une chanson soul disco écrite et composée par Bob Crewe et Kenny Nolan, enregistrée pour la première fois en 1974 par le groupe The Eleventh Hour, dont Kenny Nolan est le chanteur.
Reprise par le trio vocal féminin  LaBelle, composé de Patti LaBelle, Nona Hendryx et Sarah Dash (en), elle connaît un succès international.
Cette chanson a notamment popularisé l'expression « Voulez-vous coucher avec moi ce soir ? », répétée dans son refrain, et qui est parfois citée comme son titre à la place de Lady Marmalade.
Lady Marmalade a été reprise avec succès par des artistes tels que le groupe All Saints, la chanteuse Sabrina et le quatuor Christina Aguilera, Pink, Lil' Kim et Mýa pour la bande originale du film Moulin Rouge.

## Version originale et version de Labelle

### Inspiration et enregistrement
La chanson est inspirée par les prostituées de La Nouvelle-Orléans en Louisiane. Elle raconte l'histoire d'un dénommé Joe qui se fait accoster dans le quartier chaud de cette ville par une prostituée créole se faisant appeler Lady Marmalade.
La première version, interprétée par le groupe The Eleventh Hour, n'a pas les honneurs des hit-parades. Parvenue aux oreilles du producteur Allen Toussaint, celui-ci propose la chanson au trio LaBelle qui l'enregistre accompagné par les musiciens du groupe The Meters, avec les arrangements musicaux et la production de Toussaint. Sortie en single en novembre 1974, cette nouvelle version prend la première place du Billboard Hot 100 et des Hot R&B/Hip-Hop Songs aux États-Unis pendant une semaine en 1975, avant de voir son succès s'étendre à d'autres pays.
Patti LaBelle a révélé dans des interviews, qu'au moment de l'enregistrement, le trio ne savait pas que la chanson parlait d'une prostituée et ignorait la signification des mots en français,.

### Distinctions
Lady Marmalade interprétée par LaBelle a reçu un Grammy Hall of Fame Award en 2003 et a été inscrite en 2020 au registre national des enregistrements (National Recording Registry) de la bibliothèque du Congrès à Washington. Selon le magazine Rolling Stone, la chanson fait partie des 500 plus grandes chansons de tous les temps.

### Classements hebdomadaires
| Classement (1974-1975)                 | Meilleure position |
| -------------------------------------- | ------------------ |
| Australie (Kent Music Report)          | 13                 |
| Allemagne (Media Control AG)           | 17                 |
| Autriche (Ö3 Austria Top 40)           | 17                 |
| Belgique (Flandre Ultratop 50 Singles) | 2                  |
| Canada (RPM)                           | 1                  |
| États-Unis (Billboard Hot 100)         | 1                  |
| États-Unis (Hot R&B/Hip-Hop Songs)     | 1                  |
| Italie (FIMI)                          | 8                  |
| Nouvelle-Zélande (RMNZ)                | 21                 |
| Pays-Bas (Single Top 100)              | 2                  |
| Royaume-Uni (UK Singles Chart)         | 17                 |

### Certifications
| Pays                  | Certification |
| --------------------- | ------------- |
| Canada (Music Canada) | Or            |
| États-Unis (RIAA)     | Or            |

## Version de Sabrina
La chanteuse pop italienne Sabrina reprend Lady Marmalade en 1988 et se classe en Belgique, en France et aux Pays-Bas.
| Classement (1988)                      | Meilleure position |
| -------------------------------------- | ------------------ |
| Belgique (Flandre Ultratop 50 Singles) | 36                 |
| France (SNEP)                          | 41                 |
| Pays-Bas (Single Top 100)              | 40                 |

## Version de All Saints
Le groupe All Saints reprend à son tour la chanson. En janvier 1998 cette version sort en single. Au Royaume-Uni et en Australie, il s'agit d'un single double face A partagé avec une autre reprise, Under the Bridge des Red Hot Chili Peppers. Les clips de Lady Marmalade et d'Under the bridge sont tournés à Londres par Philippe André.
| Classement (1998)              | Meilleure position |
| ------------------------------ | ------------------ |
| Allemagne (Media Control AG)   | 87                 |
| Australie (Kent Music Report)  | 5                  |
| France (SNEP)                  | 28                 |
| Royaume-Uni (UK Singles Chart) | 1                  |
| Suisse (Schweizer Hitparade)   | 45                 |

Certifications
| Pays              | Certifications |
| ----------------- | -------------- |
| Australie (ARIA)  | Or             |
| Royaume-Uni (BPI) | Or             |

## Version pourMoulin Rouge
Singles par Christina Aguilera
Falsas esperanzas
(2001) Dirrty
(2002)
Singles par Pink
You Make Me Sick
(2000) Get the Party Started
(2001)
Singles par Lil' Kim
How Many Licks?
(2001) In the Air Tonite
(2001)
Singles par Mýa
Free
(2001) My Love Is Like...Wo
(2003)
En 2001, Lady Marmalade est sorti par le quatuor Christina Aguilera, Lil' Kim, Mýa, et Pink pour la bande originale du film Moulin Rouge, qui s'est classé no 1 du Billboard Hot 100 aux États-Unis et dans de nombreux pays. Lady Marmalade s'est écoulé à 5 428 000 copies soit le 2e single le plus vendu dans le monde en 2001. Il s'agit du 4e single de Christina Aguilera à être numéro 1 du Billboard Hot 100. Le Clip est tourné en février 2001. à Los Angeles par Paul Haunter. Dans la vidéo, les chanteuses font leurs shows habillées en lingerie très sexy.

### Classements hebdomadaires
| Chart (2001)                                          | Meilleure position |
| ----------------------------------------------------- | ------------------ |
| Allemagne (Media Control AG)                          | 1                  |
| Australie (ARIA)                                      | 1                  |
| Autriche (Ö3 Austria Top 40)                          | 3                  |
| Belgique (Flandre Ultratop 50 Singles)                | 2                  |
| Belgique (Wallonie Ultratop 50 Singles)               | 3                  |
| Canada Singles Chart                                  | 17                 |
| Danemark (Tracklisten)                                | 2                  |
| Espagne (PROMUSICAE)                                  | 1                  |
| États-Unis Billboard Hot 100                          | 1                  |
| États-Unis Billboard Hot R&B/Hip-Hop Singles & Tracks | 43                 |
| États-Unis Billboard Hot Dance Music/Club Play        | 3                  |
| États-Unis Billboard Top 40 Mainstream                | 1                  |
| États-Unis Billboard Top 40 Tracks                    | 1                  |
| États-Unis Billboard Rhythmic Top 40                  | 1                  |
| Finlande (Suomen virallinen lista)                    | 2                  |
| France (SNEP)                                         | 12                 |
| Irlande (IRMA)                                        | 1                  |
| Italie (FIMI)                                         | 6                  |
| Norvège (VG-lista)                                    | 1                  |
| Nouvelle-Zélande (RMNZ)                               | 1                  |
| Pays-Bas (Single Top 100)                             | 2                  |
| Royaume-Uni (UK Singles Chart)                        | 1                  |
| Royaume-Uni (UK R&B Chart)                            | 1                  |
| Suède (Sverigetopplistan)                             | 1                  |
| Suisse (Schweizer Hitparade)                          | 1                  |
| - United World Chart                                  | 1                  |
| - Ventes (Singles & Airplays)                         | 5.428.000          |

### Certifications
Australie certification : 2x  Platine
 Autriche certification :  Or
 France certification :  Or
 Suisse certification :  Or
 Norvège certification :  Platine
 Pays-Bas certification :  Platine
 Nouvelle-Zélande certification :  Platine
 Suède certification :  Platine
 Royaume-Uni digital certification :  Platine
 Certification : 2x  Platine

### Distinctions
| Année | Cérémonie                               | Award                              | Résultat   |
| ----- | --------------------------------------- | ---------------------------------- | ---------- |
| 2001  | Teen Choice Awards                      | Choice Song of the Summer          | Lauréat    |
| 2001  | MTV Video Music Awards                  | Video of The Year                  | Lauréat    |
| 2001  | MTV Video Music Awards                  | Best Video from a Film             | Lauréat    |
| 2001  | MTV Video Music Awards                  | Best Pop Video                     | Nomination |
| 2001  | MTV Video Music Awards                  | Best Dance Video                   | Nomination |
| 2001  | MTV Video Music Awards                  | Best Choreography in a Video       | Nomination |
| 2001  | MTV Video Music Awards                  | Best Art Direction in a Video      | Nomination |
| 2001  | TMF Awards                              | Best Video of the Year             | Lauréat    |
| 2001  | Radio Music Awards                      | Song of the Year                   | Lauréat    |
| 2001  | MTV Europe Music Awards                 | Best Song                          | Nomination |
| 2002  | ASCAP Pop Music Awards                  | Best Video                         | Lauréat    |
| 2002  | Billboard Music Awards                  | Best Direction for a Video         | Lauréat    |
| 2002  | MTV Asia Awards                         | Favorite Video                     | Nomination |
| 2002  | BMI Awards                              | Best Song                          | Lauréat    |
| 2002  | Channel [V] Thailand Music Video Awards | Popular Duo/Group Video            | Lauréat    |
| 2002  | Grammy Awards                           | Best Pop Collaboration with Vocals | Lauréat    |
| 2002  | MTV Japan Video Music Award             | Best Video from a Film             | Lauréat    |
| 2002  | MVPA Video Award                        | Best Styling in a Video            | Lauréat    |

## Autres reprises
Lady Marmalade a été interprétée par de nombreux autres artistes tels que Sheila E., Hermes House Band, Amii Stewart ou Lords of Acid, tandis que Nanette Workman la chante en français en 1975.

## Dans la culture populaire
La chanson est présente dans le film Au revoir à jamais (1996).

La chanson est également interprétée par Laurel Cronin dans son rôle de baby-sitter dans le film Beethoven (1992).
Note: Les paroles du doublage français ne correspondent pas à la version de Nanette Workman. Dans le contexte du film, elles sont dites comme suit:
"Que fais-tu? Où vas-tu? Que dis-tu? Où es-tu? Que vends-tu? Que fais-tu? Qui es-tu?
Mrs Marmelade, fille du quartier français,
Elle vend ses charmes sur le quai.
Elle dit: 'Salut mon gros! Tu ne veux pas grimper là-haut?'..."